# Keith Sweat
Keith Douglas Sweat, född 22 juli 1961 i Harlem i New York, är en amerikansk sångare och låtskrivare. Han är bland annat känd för att vara medlem i supergruppen LSG och för att ha upptäckt grupperna Silk och Kut Klose.